# Arnsdorf (Herrschaft)

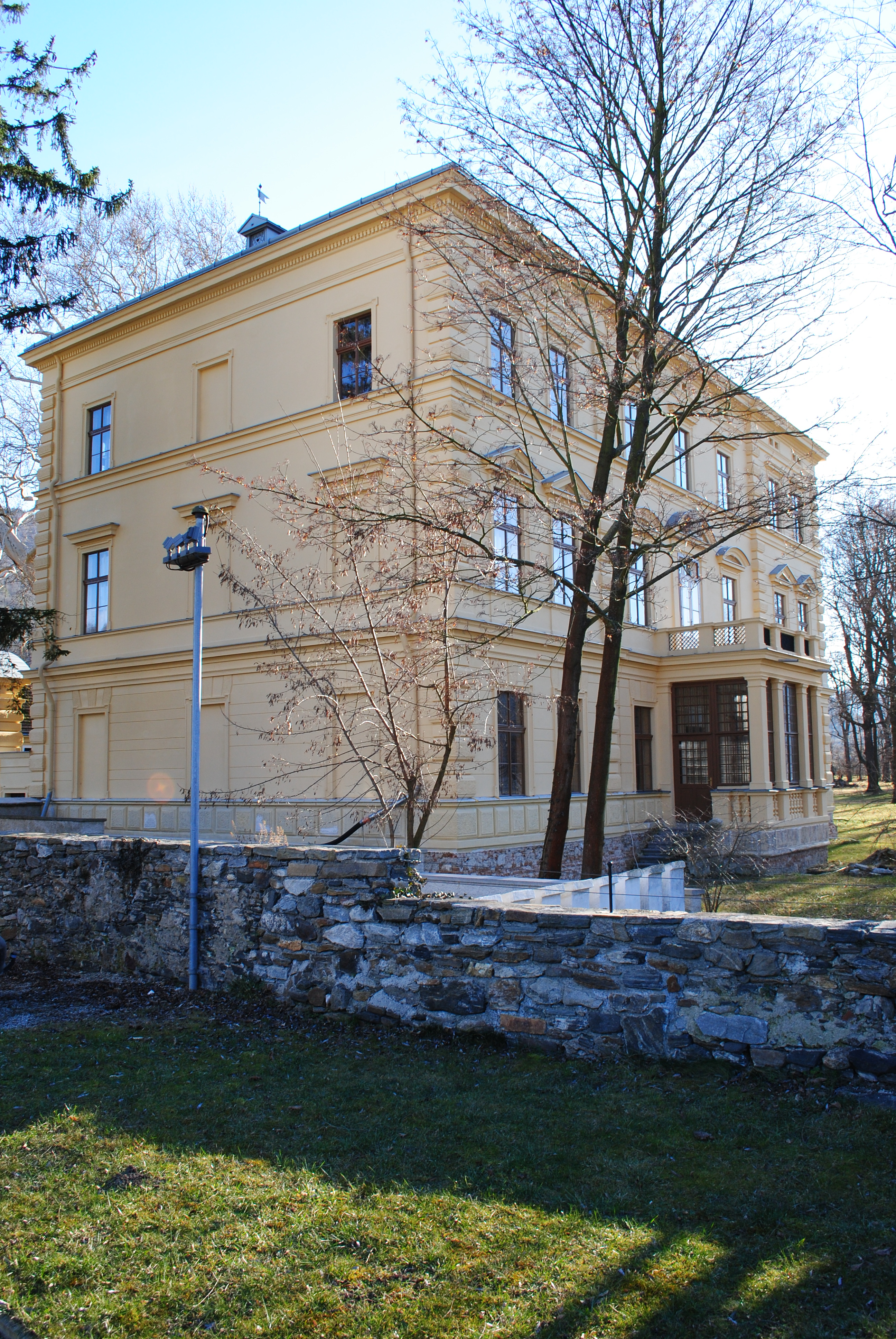
Schloss Hofarnsdorf, Sitz der Verwaltung (2019)

Die Herrschaft Arnsdorf war eine Grundherrschaft im Viertel ober dem Wienerwald im Erzherzogtum Österreich unter der Enns, dem heutigen Niederösterreich.

## Ausdehnung
Die Herrschaft umfasste zuletzt die Ortsobrigkeit über Hofarnsdorf, Mitterarnsdorf, Bacharnsdorf, Oberarnsdorf, St. Johanns, Kienstock, Langegg, Nesselstauden und das Amt Struden. Der Sitz der Verwaltung befand sich im Schloss Hofarnsdorf.

## Geschichte
Letzter Inhaber der Allodialherrschaft war Josef Konrad Kraus, der das Schloss Hofarnsdorf bewohnte. Nach den Reformen 1848/1849 wurde die Herrschaft aufgelöst.